# علي إسماعيلي
علي إسماعيلي (بالفارسية: علی اسماعیلی) هو لاعب كرة قدم إيراني في مركز الدفاع، ولد في 19 ديسمبر 1996 في تبريز في إيران. لعب مع نادي تراكتور سازي.